# Savoia-Marchetti S.51
Il Savoia-Marchetti S.51 fu un idrocorsa (idrovolante da competizione) biplano monomotore a scafo centrale realizzato dall'azienda italiana Savoia-Marchetti nel 1922 per concorrere all'edizione dello stesso anno della Coppa Schneider che quell'anno si svolse a Napoli.

## Tecnica
L'S.51 conservava un aspetto piuttosto convenzionale per l'epoca, biplano, a scafo centrale, con motore in configurazione spingente. Lo scafo era caratterizzato da un disegno fortemente aerodinamico, dotato di un abitacolo aperto posto in posizione avanzata e protetto da un parabrezza avvolgente, che terminava posteriormente in un impennaggio cruciforme monoderiva e dai piani orizzontali controventati.
La configurazione alare era biplano-sesquiplana, caratterizzata dall'ala inferiore di dimensioni ridotte rispetto a quella superiore, la prima montata alta sulla parte superiore dello scafo. Le due ali erano collegate tra loro da una struttura tubolare a travatura Warren, l'inferiore dotata sulla superficie sottostante di una piccola struttura a cui erano collegati i galleggianti equilibratori laterali, la superiore collegata allo scafo tramite una struttura tubolare in cui era integrata la gondola motore.
La propulsione era affidata ad un motore francospagnolo Hispano-Suiza 8, un 8 cilindri a V in grado di erogare una potenza superiore ai 300 CV, posizionato in configurazione spingente ed abbinato ad un'elica bipala in legno a passo fisso.

## Impiego operativo

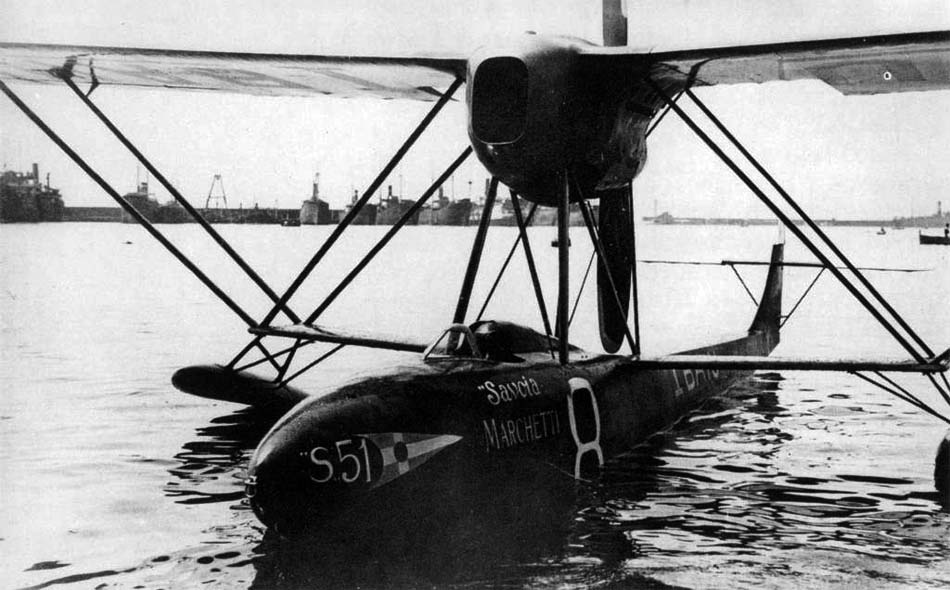
L'S.51 immatricolato con marche civili I-BAIU condotto da Alessandro Passaleva.

L'S.51, immatricolato con marche civili I-BAIU, venne iscritto all'edizione napoletana della Schneider, svoltasi dal 10 al 12 agosto 1922. Dipinto nel consueto colore rosso corsa abbinato all'Italia nelle manifestazioni sportive ed affidato alla guida di Alessandro Passaleva, il pilota collaudatore della Savoia-Marchetti, venne contrassegnato per la competizione con il numero 8.
L'edizione venne vinta dal britannico Supermarine Sea Lion II (G-EBAH) condotto da Henry Biard, ma l'S.51 giunse comunque secondo compiendo il percorso nel tempo di 1 h 36 m 54 s ad una media di 230,93 km/h.
L'S.51 era previsto partecipasse anche alla successiva edizione del 1923, che si disputò a Cowes, in Inghilterra, ma pur risultando nella lista di iscrizione non venne presentato.